# Kanton Val-de-Meuse
Kanton Val-de-Meuse (fr. Canton de Val-de-Meuse) byl francouzský kanton v departementu Haute-Marne v regionu Champagne-Ardenne. Tvořilo ho pět obcí. Zrušen byl po reformě kantonů 2014.

## Obce kantonu
- Chauffourt
- Dammartin-sur-Meuse
- Lavilleneuve
- Sarrey
- Val-de-Meuse